# Hokusai Manga

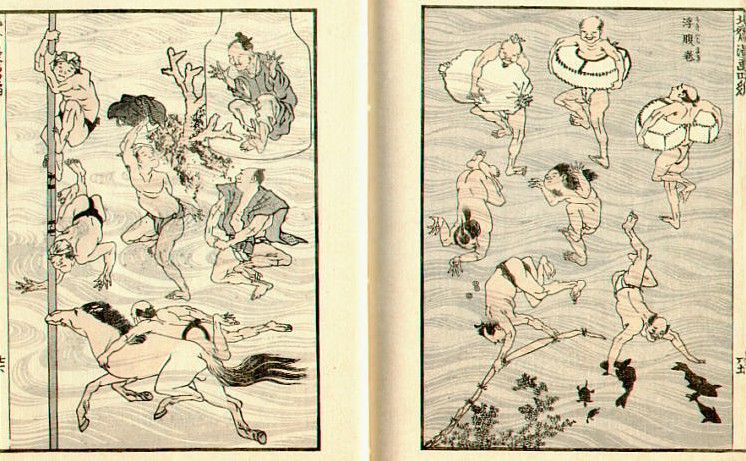
Exemples de xilografia Hokusai Manga

El Hokusai Manga (北斎漫画, "Esbossos de Hokusai") és una col·lecció d'esbossos de diversos temes que inclou paisatges, flora i fauna, la vida quotidiana i allò sobrenatural. La paraula manga en el títol no es refereix a cap manga contemporani que explica històries i els esbossos de les obres no estan connectats els uns amb els altres. Són xilografies en tres colors (negre, gris i color carn pàl·lid), els Manga consten de milers d'imatges en 15 volums, el primer es va publicar el 1814, els tres darrers es van publicar de forma pòstuma.